# Sàliagos
Sàliagos (en grec: Σάλιαγκος) és una petita illa d'uns 100 m de llarg i 50 d'ample de l'arxipèlag de les Cíclades. És al nord de l'illa d'Andíparos i és part de la perifèria de l'Egeu Meridional, de la unitat perifèrica de Paros i del municipi d'Andíparos. En l'antiguitat, era un turó de l'istme que unia Paros i Andíparos. Es troba deshabitada.

## Arqueologia
En aquesta illa s'han trobat restes d'un assentament neolític que es construí a la fi del V mil·lenni ae. El lloc es componia d'edificis rectangulars envoltats d'un mur defensiu. Entre les troballes abunden les eines i puntes de fletxa d'obsidiana, i per això es pensa que en aquest assentament es processava i comercialitzava l'obsidiana procedent de l'illa de Melos.
També s'hi han trobat recipients i estatuetes, entre aquestes la denominada «dama de Sàliagos», que és l'estatueta més antiga que s'ha trobat a les Cíclades.
Aquesta illa, la investigà Nikolaos Zafiropoulos al 1961 i després s'hi han realitzat excavacions sota la direcció de John Evans i Colin Renfrew.

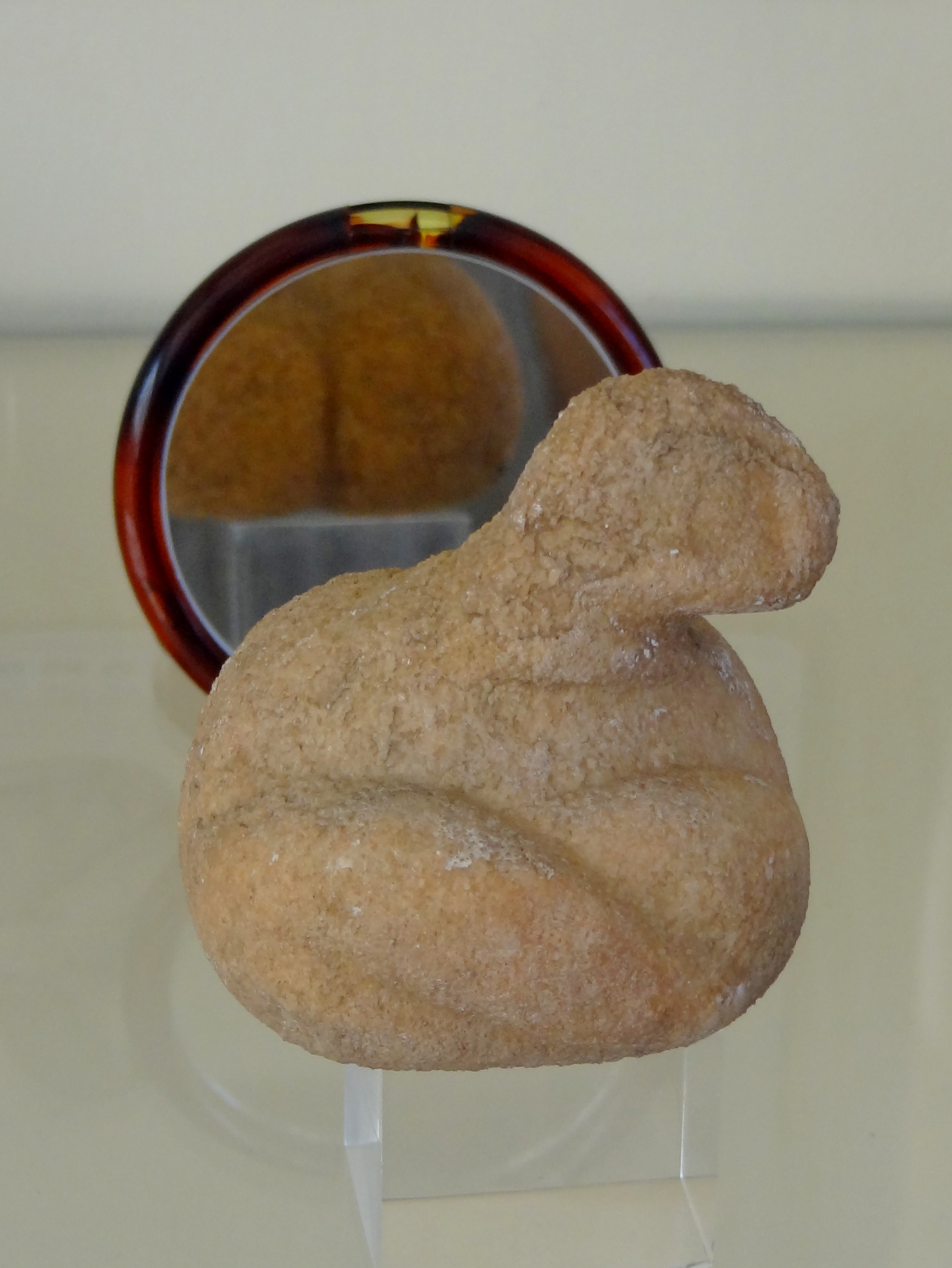
La «dama de Sàliagos», Museu Arqueològic de Parikia
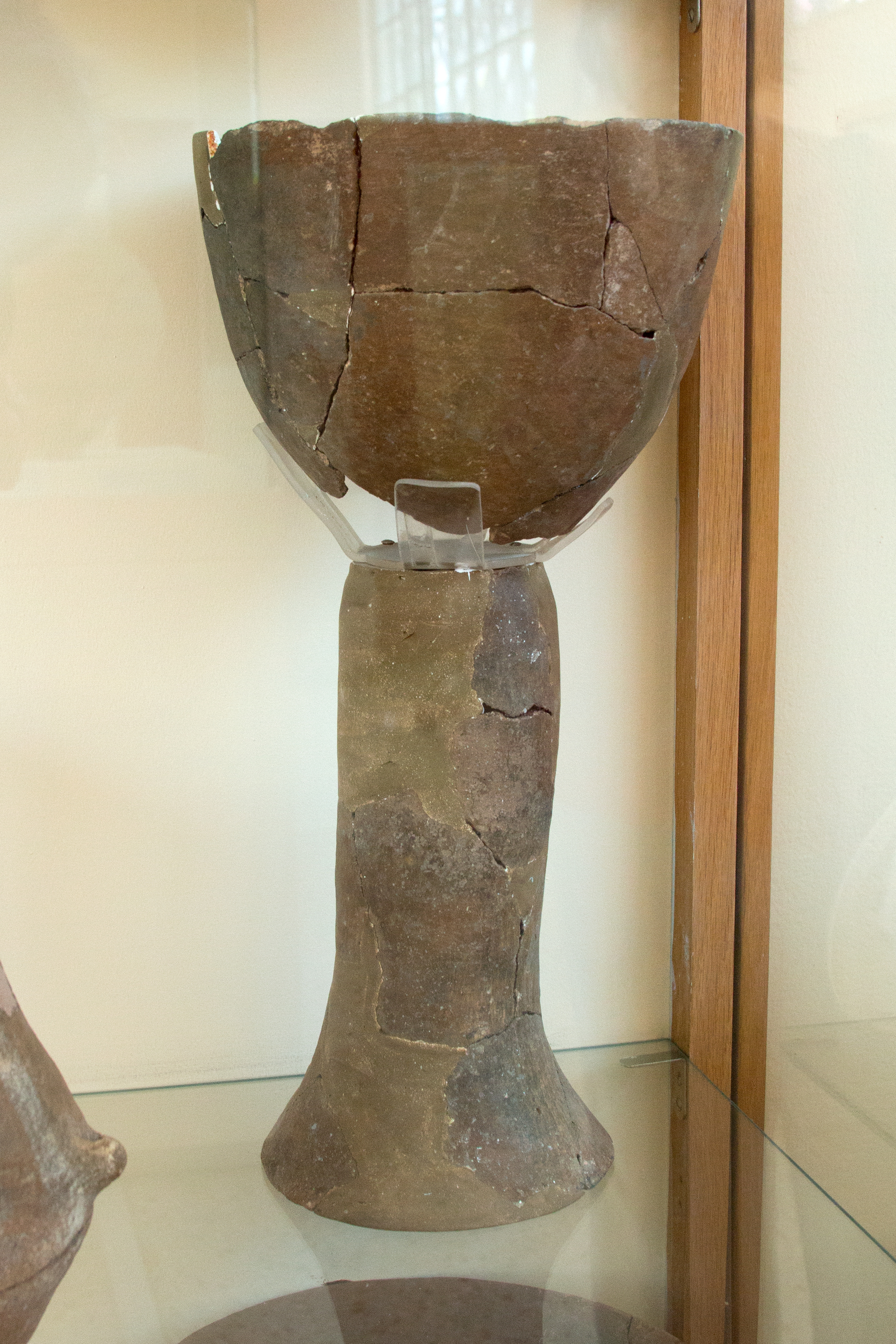
Una de les copes trobades a Sàliagos
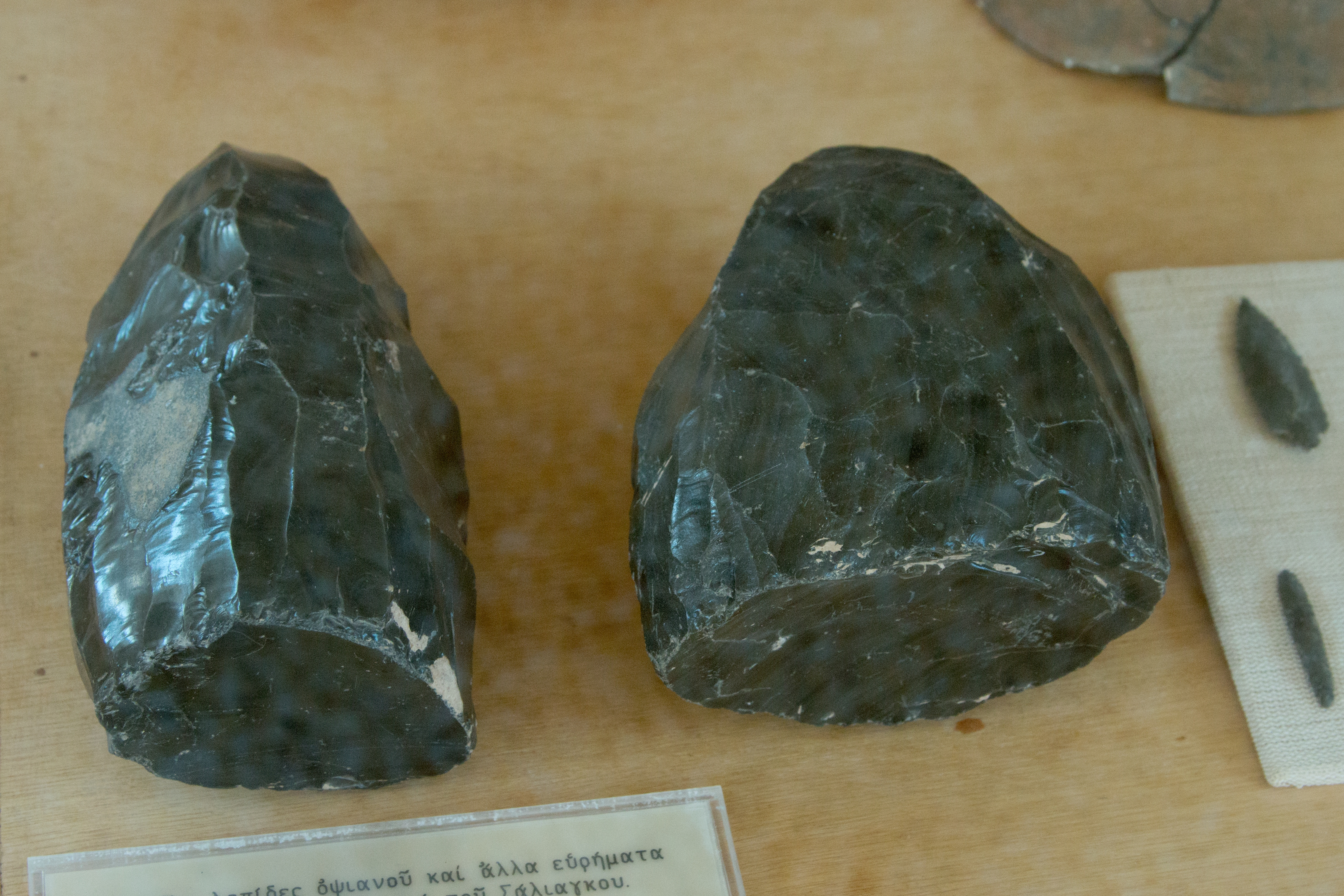
Pedres d'obsidiana trobades a Sàliagos